# إحسان النمر
إحسان بن نجيب آغا عبد الفتاح آغا النمر   هو أديب ومؤلف ومؤرخ وسياسي فلسطيني من عائلة آغا النمر نابلسية الأصل ولد في مدينة نابلس في فلسطين عام 1905 وتوفي فيها عام 1985.

## تعليمه
نشأ إحسان في أسرة محافظة اشتهرت بالتدين والأمانة، حيث أرسلته أمه إلى مكتب الخان في سوق السلطان (الخان العتيق)، وفي السنة الثانية ختم نصف القرآن الكريم، وحصل على شهادة أعلى، أي أنه كان ناجحاً، حتى أن معلمه الشيخ فؤاد الحنبلي كان يرفع له المقصرين علقه ويصر عليه يضربهم إهانة لهم.
هكذا كان في القسم الابتدائي بنابلس، وفي بداية المكتب الرشدي، وقد نال عدة كتب كمكافآت منها سيرة الفاتح، وطرزنوين قراءة، وكتب أخرى، وكانت علاماته في التاريخ والجغرافيا والعربي والحساب لا تقل عن التسعين.
وفي السنة الثالثة اتم ختم القرآن والتحق بعد ذلك بمدرسة النجاح. وكان لبغضه الإنكليز أثره في التأخر في الدراسة وتقصيره فدخل الكلية الوطنية في الشويفات اللبنانية.
وبمراجعة بسيطة لدروسها كان بين الثاني والثالث والرابع في الصف، فادهش اساتذتها، وقد تحققوا من مغدوريته في مدرسة النجاح، والذي أدهشهم أكثر سلوكه الممتاز قياساً مع غيره من الطلاب المسلمين، إذ كان يواظب على الصلاة وقراءة القرآن والصوم. وكان يقوم بالإصلاح بين الطلاب، وقد حصل على شهادتنا الاستعدادية، وحصل أيضاً على وثيقتها لدخول الصف العلمي في الجامعة الأمريكية بدون فحص.
ولم تساعده أحواله المالية على دخول الجامعة الأمريكية. فتحول للدراسة على نفسه، ولاجتياز فحص المتركوليشن لدى معارف فلسطين، وصادف ذلك الإضراب الكبير، فأضرب عن تأدية الفحص، ولو أداه لنجح، إذ أن جميع الذين دخلوا الفحص نجحوا لأنهم لم يضربوا.
على أن «إحسان» لم ييأس، بل خط لنفسه منهجاً للتخرج على نفسه، فدرس الموسوعات والكتب الكثيرة، لا سيما في التاريخ كالكامل لابن الاثير، واليعقوبي وتاريخ ابن خلدون ومقدمته وتاريخ ابن كثير، وبعد أن وصلته الهدية السعودية درس كتب المصلحين كابن تيمية وابن قيم الجوزية والنجديين: محمد عبد الوهاب وسليمان بن سمحان النجدي، وكتاب المصلحين المصريين: السيد جمال الدين الأفغاني والشيخ محمد عبده، والكواكبي والغلاييني، والمنفلوطي، كما درس كتاب الفقه الحنبلي المعروف بالمغني، والشرح الكبير لابن قدامة، وتهذيب الأخلاق لابن مسكويه والإحياء للغزالي، وفقه اللغة للثعالبي والأغاني للأصفهاني. وفوق هذا يقرأ القرآن الكريم مع تفسيري ابن كثير والبغوي يومياً، ثم صحيح البخاري والترمذي وصحيح مسلم وسنن أبي داود، مما ساعده على إنتاج مؤلفاته القيمة.
و تخرج إحسان من كلية الشويفات في صيف سنة 1929م.

## حياته السياسية وكفاحه
صادف تخرج إحسان من كلية الشويفات عام 1929م اضطرابات بين العرب واليهود في القدس والخليل وصفد، حيث ترسخ لديه ان الإنجليز هم سبب البلاء.وحكم عليه بالسجن لمدة 3 أشهر بعد مشاركته في ثورة 1929.
حيث نادى بعقد مؤتمر في نابلس 31 تموز 1931 فقرروا القيام بمظاهرات وإضراب في كل بلد يوم 23 آب.
وقام احسان النمر بتأسيس حزب سياسي وهو «حزب التقدم العربي الفلسطيني» سنة 1945م حين قام العرب يعملون لاستئناف قضية فلسطين. فقام إحسان بتأسيس هذا الحزب لأنه الهدف الثاني من أهداف جمعية الهداية الإسلامية، وكانت مبادئ الحزب وأهدافه على الوجه التالي:
1.العمل لحفظ أراضي وأملاك عرب فلسطين وتأكيد حقهم فيها.
2.السعي للحصول على جميع حقوق ومطالب الشعب العربي الفلسطيني ولتحقيق أهداف الأمة العربية.
3.رفع المبادئ والأخلاق فوق جميع النزعات الشخصية والعائلية.
4.العناية بتثقيف الشعب العربي الفلسطيني تثقيفاً قومياً صحيحاً.
5.الاختصار من المظاهر وحصر الجهود في الجواهر والأعمال النافعة.
6.التفضيل بنسبة الجهود الوطنية مع المساواة في الحقوق العامة.
7.يتكون الحزب تكويناً شعبياً شاملاً على أساس التجانس في المبادئ والميول.
8.تشييع الشعب العربي الفلسطيني بالمناعة الأخلاقية وروح الوطنية لا سيما الناشئين.
9.السهر على الشعب العربي الفلسطيني من تطرق العناد اليه، وفي مقدمة ذلك التقليد الاعمى.
10.إصلاح ذات بين المختلفين من الشعب العربي الفلسطيني.
11.العمل لترقية الشعب العربي الفلسطيني حتى يصل إلى درجة الشعوب المتقدمة علماً وثقافة ومادة وعملاً.
إلى غير ذلك من المبادئ الطيبة. وقد تكوّن من نخبة أعضاء جمعية الهداية الإسلامية وغيرهم، فتقدم بسرعة، إذ صار كثير من الشخصيات يقسمون أنه أفضل وأطهر الأحزاب، وفي مدة سنتين بلغ أعضاؤه المئتين، وقد قام بالأعمال المعتدلة الآتية والتي نفذ أكثرها:
1.طالب بنقل المبعدين السياسيين إلى الأقطار العربية المجاورة.
2.طالب بتسليم المعارف العربية للعرب أنفسهم.
3.طالب بإعادة النظر بالضرائب والغاء ضرائب الحرب.
4.طالب بالإسراع بمنح فلسطين الاستقلال الذاتي الإداري تمهيداً للاستقلال التام.
5.طالب بإعادة أسماء الالوية السابقة والغاء الأسماء المحدثة في عهد الانتداب.
6.استفسر عن سير الهجرة وبيع الأراضي وأحوال المساجين والمعتقلين.
7.عارض في إزالة قبر أمير الركب المصري وانشاء مراحيض مكانه.
8.قام بالحث على مساعدة قبيلة الضراغمة في طوباس لإنقاذ أراضيها التي سجلت على الحكومة.
9.اشترك في مهرجان صندوق الأمة في الناصرة والتبرع له، رغم مقاطعة الأحزاب الأخرى له، ولما اشتد الخلاف بين الأحزاب أصدر نداء يدعو لتجنبهم ولزوم الناس المساجد والبيوت.
10.السعي مع السيد عبد الحميد شومان لتأسيس شركة لإنقاذ الأرض، وقد نفذت أكثر المطالب.
ثم اعتزل السياسة في أعقاب قرار تقسيم فلسطين، واتجه نحو نظم الشعر وكتابة المقالات التي نشرها في العديد من الصحف الفلسطينية.

## مؤلفاته ونتاجه الأدبي
أنتج إحسان النمر ما يقرب من الخمسين مؤلفا أشهرها تاريخ جبل نابلس والبلقاء بأجزائه الأربعة، طبع من مؤلفاته في حياته أربعة وثلاثون مؤلفاً.
مؤلفاته المطبوعة
1.أشهر الملوك والخلفاء في الجاهلية.
2.أمراضنا ومشاكلنا.
3.بطولات الجزائريين الخالدة.
4.تاريخ جبل نابلس والبلقاء (أربعة أجزاء).
5.تاريخ الحمدانيين.
6.أهم عظماء الدولتين الاموية والعباسية.
7.التصدي لدعاة الالوهية والنبوة والمخادعين.
8.التوحيد سبيل الترقي.
9.الحب السامي للمبدأ السامي سر تقدم الأفراد والامم.
10.الحج والحجاج في 1935م.
11.زهو الحب وثماره.
12.السياسة الإسلامية العربية الرشيدة.
13.شخصية المصطفى وثمار الإسلام وأهدافه.
14.الفتوة والفروسية عند العرب في الجاهلية والإسلام.
15.قضية فلسطين في دورها البلدي.
16.مذكرات المؤرخ الأستاذ إحسان النمر.
17.معالجة البغضاء.
18.معلومات عمومية وعلمية تفيد المعلم والتلميذ.
19.من السويس إلى العقبة عبر سيناء.
20.إمارة مكة أساس الدولة العربية.
21.نظرات وتحقيقات في التاريخ العثماني.
22.نقد رسالة الراميني عن نابلس.
23.منهج التربية وعلم النفس في الإسلام.
24.الهر واقاربه (السنورية).
25.الوصفات الطيبة العربية النصائح الصحية.
26.عبد الغني النابلسي 1050 _ 1143هـ.
27.امتياز ولاية الشام في عهد آل عثمان.
28.روح العمل وصفات العاملين.
29.شقيقتي فريدة.
30.المواعظ والحكم القرآنية.
31.المواعظ والحكم المحمدية.
32.رواية العز بالتضامن.
33.تودد الديانتين وحروبهما.
34.فتوح شمال افريقيا ومصير الاندلس.
بعض من مؤلفاته غير المطبوعة
1.حكامنا وحكماؤنا.
2.مآسي العروش.
3.الأسفار والاثار.
4.هدايا العظماء.
5.آداب السلوك.
6.توجيه العربي الكامل.
7.التطور العربي الخالد.

## وفاته
توفي إحسان في 21/5/1985م في مدينة نابلس، ودفن في مقبرة آل النمر بنابلس وترك من بعده زوجته، وابنة واحدة هي السيدة خديجة.